# Le Livre des mille proverbes

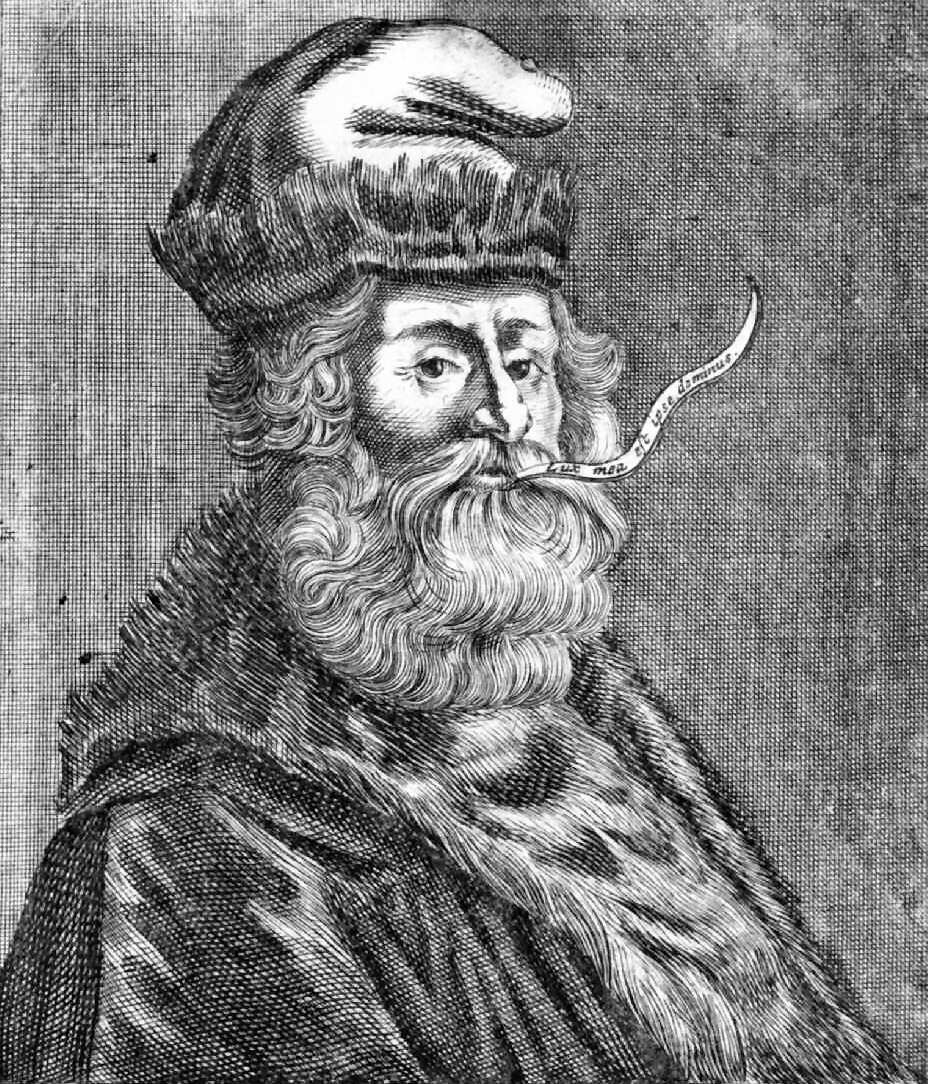
Ramon Llull

Le Livre des mille proverbes est un recueil de sentences écrit par Raymond Lulle en 1302, traduit du catalan par Patrick Gifreu et publié en France aux éditions de la Merci en 2008.

## Résumé
Le Livre des mille proverbes de Raymond Lulle contient des sentences qui embrassent des domaines divers : théologie, philosophie, morale, vie sociale et vie pratique. Elles sont réparties en cinquante-deux chapitres, leur nombre par chapitre oscillant entre dix-sept et vingt-deux, avec une moyenne de vingt. Chaque chapitre est consacré à une vertu, une qualité morale ou une condition. Le début suit l'ordonnance d'une hiérarchie : De Dieu, De prélat, De prince, De sujet, etc. 
Les qualités de l'ouvrage sont la légèreté dans la concision, la simplicité toute didactique, la musicalité mnémotechnique ; la rédaction étant libérée des contraintes de la démonstration scolastique, des lourdeurs de son apparat.
Ces sentences révèlent une intelligence tournée vers la perfection, ainsi qu'une habileté à concentrer l'ampleur de la lumière. Ces deux qualités feront de l'ouvrage un classique de la pensée universelle.

## Éditions
- Raymond Lulle, Le Livre des mille proverbes, Éditions de la Merci, Perpignan, 2008  (ISBN 978-2-9531917-0-7)